# Maria Josepa de Saxònia (princesa de França)
Maria Josep de Saxònia, delfina de França (Dresden 1731 - Versalles 1767). Princesa de Saxònia i de Polònia amb el grau d'altesa reial que a través del seu matrimoni en convertí en princesa de França.
Nascuda al Palau Reial de Dresden el 4 de novembre de 1731, sent filla del rei Frederic August II de Saxònia (elector), elector de Saxònia i rei electe de Polònia i de l'arxiduquessa Maria Josepa d'Àustria. Neta per via paterna de l'elector August II de Saxònia i de la princesa Cristiana de Brandenburg-Bayreuth mentre que per via materna ho era de l'emperador Josep I, emperador romanogermànic i de la princesa Amàlia Guillema de Brunsvic-Lüneburg.
Casada l'any 1747 amb el delfí Lluís de França, fill del rei Lluís XV de França i de la princesa d'origen polonès Maria Leszczynska. La parella instal·lada al Palau de Versalles tingué els següents fills:
- Maria (Versalles, 1750-1755)
- Lluís, duc de Borgonya (Versalles, 1751-1761)
- Xavier, duc d'Aquitània (Versalles, 1753-1754)
- Lluís XVI de França (Versalles, 1754-París, 1793)
- Lluís XVIII de França (Versalles, 1755-París, 1824)
- Carles X de França (Versalles, 1757-Görz, 1836)
- Maria Clotilde (Versalles, 1759-Nàpols, 1802)
- Elisabet (Versalles, 1764-París, 1794)

Maria Josepa de Saxònia es casà amb el delfí de França l'any 1747 després que un any abans el delfí quedés vidu de la infanta Maria Teresa d'Espanya. Maria Josepa arribà a un cort molt complicada, dominada per Madame Pompadour, entrà en un espai on les tensions entre el rei Lluís XV de França i la seva família era a l'ordre del dia i a on la reina vivia reclosa al Gran Trianon.
D'escàs relleu polític, l'ocupació prussiana de Saxònia, la mort dels seus dos fills grans, els ducs d'Aquitània i de Borgonya, i la mort de dues de les seves cunyades, a més a més, de la mort del seu espòs l'any 1765 provocaren la irreversible malaltia de la delfina i la seva mort l'any 1767.